# Solarpark Cestas
Der Solarpark Cestas ist eine Photovoltaik-Freiflächenanlage in der französischen Gemeinde Cestas nahe Bordeaux, die von dem Erneuerbare-Energien-Unternehmen Neoen betrieben wird. Bei Inbetriebnahme im Oktober 2015 war die Anlage der größte Solarpark Europas. Offiziell eingeweiht wurde die Anlage Anfang Dezember, während der UN-Klimakonferenz in Paris 2015.
Insgesamt wurden auf einer Fläche von ca. 250 ha knapp eine Million Solarmodule mit einer Leistung unter Standard-Testbedingungen von 300 MW installiert. Jährlich wird ein Regelarbeitsvermögen von etwa 355 GWh erreicht, was etwa dem Stromverbrauch von 70.500 französischen Haushalten entspricht.
Ausgerichtet sind die Module nicht nach Süden, sondern nach Osten und Westen. Diese Ausrichtung ermöglicht eine engere Aufständerung und damit um Faktor 3 bis 4 höhere Flächenerträge als bei Südausrichtung. Zudem produzieren die Module mehr Energie in den Morgen- und Abendstunden, was netzdienlicher ist.
Die Baukosten betrugen 360 Millionen Euro. Der Betreiber erhält eine Einspeisevergütung in Höhe von 10,5 ct/kWh über 20 Jahre, womit die Vergütung niedriger ist als die Stromgestehungskosten des in Bau befindlichen Kernkraftwerks Flamanville 3 mit 11,4 ct/kWh.